# Colin McRae Rally és Dirt
A Dirt és Dirt Rally (stilizálva DiRT és DiRT Rally, korábban Colin McRae Rally) videójáték-sorozat, melyet a Codemasters fejlesztett és jelentett meg. A sorozat első tagja az 1998-ban megjelent Colin McRae Rally, és a sorozat több mint 10 éven keresztül Colin McRae ralivilágbajnok nevét viselte, amíg a 2011-ben megjelent Dirt 3-mal fel nem vette a Dirt címet. A sorozat utolsó játéka, a Dirt 5 2020-ban jelent meg, 2020 júniusában az Electronic Arts bejelentette, hogy megszerezte a rali-világbajnokság licencét és, hogy a Dirt sorozatot a WRC sorozat fogja leváltani.

## A sorozat tagjai
| Játék                    | Metacritic                                                                   |
| ------------------------ | ---------------------------------------------------------------------------- |
| Colin McRae Rally        | (PC) 77% (PS1) 82%                                                           |
| Colin McRae Rally 2.0    | (GBA) 80/100 (PC) 83/100 (PS1) 90/100                                        |
| Colin McRae Rally 3      | (PC) 82% (PS2) 86/100 (Xbox) 86/100                                          |
| Colin McRae Rally 04     | (PC) 87/100 (PS2) 85% (Xbox) 84/100                                          |
| Colin McRae Rally 2005   | (PC) 83/100 (PS2) 84% (PSP) 72% (Xbox) 83/100                                |
| Colin McRae: Dirt        | (PC) 84/100 (PS3) 83/100 (X360) 83/100                                       |
| Colin McRae: Dirt 2      | (DS) 73/100 (PC) 89/100 (PS3) 87/100 (PSP) 55/100 (Wii) 51/100 (X360) 87/100 |
| Dirt 3                   | (PC) 86/100 (PS3) 87/100 (X360) 87/100                                       |
| Dirt: Showdown           | (PC) 72/100 (PS3) 75/100 (X360) 75/100                                       |
| Colin McRae Rally (2013) | (iOS) 69/100                                                                 |
| Dirt Rally               | (PC) 86/100 (PS4) 85/100 (XONE) 86/100                                       |
| Dirt 4                   | (PC) 78/100 (PS4) 85/100 (XONE) 86/100                                       |
| Dirt Rally 2.0           | (PC) 86/100 (PS4) 84/100 (XONE) 82/100                                       |
| Dirt 5                   | (PC) 72/100 (PS4) 79/100 (PS5) 80/100 (XONE) 83/100 (XSX) 81/100             |

- - Colin McRae Rally – 1998 (PlayStation, Windows, Game Boy Color)
  - Colin McRae Rally 2.0 – 2000 (PlayStation, Windows, Game Boy Advance)
  - Colin McRae Rally 3 – 2002 (PlayStation 2, Windows, Xbox)
  - Colin McRae Rally 04 – 2003 (PlayStation 2, Windows, Xbox)
  - Colin McRae Rally 2005 – 2004 (PlayStation 2, Windows, Xbox, J2ME, N-Gage, PlayStation Portable, OS X)
  - Colin McRae: Dirt – 2007 (PlayStation 3, Windows, Xbox 360, J2ME)
  - Colin McRae: Dirt 2 – 2009 (PlayStation 3, Windows, Xbox 360, J2ME, Nintendo DS, PlayStation Portable, Wii, OS X)
  - Dirt 3 – 2011 (PlayStation 3, Windows, Xbox 360, OS X)
  - Dirt Shodown – 2012 (PlayStation 3, Windows, Xbox 360, Linux, OS X)
  - Colin McRae Rally – 2013 (Android, iOS, Windows, OS X)
  - Dirt Rally – 2015 (PlayStation 4, Windows, Xbox One, Linux, macOS)
  - Dirt 4 – 2017 (PlayStation 4, Windows, Xbox One, Linux, macOS)
  - Dirt Rally 2.0 – 2019 (PlayStation 4, Windows, Xbox One, Amazon Luna)
  - Dirt 5 – 2020 (PlayStation 4, PlayStation 5, Windows, Xbox One, Xbox Series X/S, Stadia, Amazon Luna)

### Colin McRae Rally
A sorozat első része, melyet 1998-ban mutattak be. A játékot PlayStationre és PC-re adták ki. A játékban az autók valódiak, ez ebben az időben ritka volt.
Versenyhelyszínek:  Új-Zéland,  Ausztrália,  Monte Carlo,  Indonézia,  Görögország,  Egyesült Királyság,  Svédország,  Korzika.

### Colin McRae Rally 2.0
Kis gépigénye és viszonylag jó grafikája miatt kedvelt hálózati játék. A játék tartalmaz többjátékos játékmódot is.
Versenyhelyszínek:  Kenya,  Finnország,  Egyesült Királyság,  Svédország,  Ausztrália,  Görögország,  Japán,  Franciaország,  Olaszország.

### Colin McRae Rally 3
Versenyhelyszínek:  Svédország,  Ausztrália,  Görögország,  Japán,  USA,  Spanyolország,  Finnország,  Egyesült Királyság.

### Colin McRae Rally 04
A grafika mellett a játszhatóság is fejlődött. A játékban 8 ország 52 versenyszakasza érhető el.
Versenyhelyszínek:  USA,  Spanyolország,  Egyesült Királyság,  Finnország,  Svédország,  Görögország,  Japán,  Ausztrália.

### Colin McRae Rally 2005
Versenyhelyszínek:  Svédország,  Ausztrália,  Görögország,  Spanyolország,  Finnország,  Egyesült Királyság,  Németország,  USA,  Japán.

### Colin McRae Rally 2.0
A sorozat legújabb része, grafikában, játszhatóságban is fejlődött.